# Nyárádszereda
Nyárádszereda (románul Miercurea Nirajului): város (korábban községközpont) Romániában Maros megyében. A Nyárádmente központja, egykori mezőváros, 1861-ig Marosszék székhelye, régi vásáros helye, szerepét később Marosvásárhely vette át. Demeterfalva és Siketfalva 1936-tól, Nyárádandrásfalva 1941-től, Nyárádszentanna 1968-tól csatlakozott hozzá. Még hét társtelepülése van: Kisszentlőrinc, Székelybő, Székelymoson, Székelysárd, Székelytompa, Demeterfalva és Vece. 2003 óta újra város.

## Fekvése
A település Marosvásárhelytől 19 km-re keletre a Kis- és Nagynyárád összefolyásánál fekszik.

## Nevének eredete
Nyárádszereda a nevét a Nyárád folyóról, illetve a településen szerdánként tartott vásárról, illetve a szláv eredetű zerda névről kapta, ami vásárt jelent.

## Története
Az első írásos említés a helységről “Oppidum Zereda” néven 1493-ból való. Mezővárosi rangja volt. Itt választották fejedelemmé Bocskai Istvánt 1605. február 21-én. 1745-ig itt tartották Marosszék közgyűléseit és törvényszéki üléseit. 1606-ban már vásárjoga volt, melyet 1790-ben II. Lipót bővített ki, ekkortól már három országos vásárt tartottak. A 19. században fejlődése megállt, 1876-ban községgé sorolták vissza. 1910-ben 1524 lakosából 8 román és 5 német kivételével mind magyarok. A trianoni békeszerződésig Maros-Torda vármegye Nyárádszeredai járásának székhelye volt. 1993-tól főiskolai kertészképzés működik a kisvárosban.

## Lakossága
1992-ben társközségeivel együtt 5865 lakosa volt, melyből 4925 magyar, 699 román és 237 cigány volt. Magának Nyárádszeredának 3902 lakosából 3708 magyar, 134 román és 59 cigány lakója volt.
A 2002-es népszámlálás során lakosságának 93%-a magyarnak, 4%-a cigánynak és 3%-a románnak vallotta magát. A felekezeti megoszlás a következőképpen történt:
- református: 57%
- római katolikus: 19%
- unitárius: 15%
- adventista: 6%
- Jehova tanúi: 5%
- ortodox: 4%
- más vallású: 2%

2011-ben a népszámlálás szerint a beosztott falvakkal 5554 lakosa volt, ebből 4625 magyar, 523 román, 192 cigány anyanyelvű. Nyárádszereda lakossága 3543 fő, ebből 3260 magyar, 89 román, 76 cigány.

## Látnivalók
- Református templom a régi gótikus templom köveiből 1838-ban épült, tornya 1898-ból való.
- A római katolikusok 1960-ban egy lakóházból alakították ki a misézési helyet, a mai templomot. Azelőtt egy kápolna szolgált istentisztelet helyéül, amely 1928-ban épült.
- A régi kápolna 1984-től az unitáriusok tulajdonába ment át. 2004-től a főtéren új unitárius templom épül.
- Bocskai István fejedelem mellszobrát 1906. június 23-án avatták fel, később a református templomba menekítették, 1998-óta található újra a főtéren.
- 2008-ban felújították a központi parkot, amely a város jellegzetes arculatát adja, és átadták a szökőkutat is a parkban.
- nevezetes a szakadát a Nyárád folyásánál

## Híres emberek
- Itt született 1908-ban Farkas Jenő tanár, folklórgyűjtő.
- Itt született 1906. január 29-én Huszár Lajos numizmatikus.
- Itt született 1960. szeptember 19-én Rekita Rozália színésznő.
- Itt született 1968. augusztus 10-én Szabó Csilla nyelvtudományi szakíró.

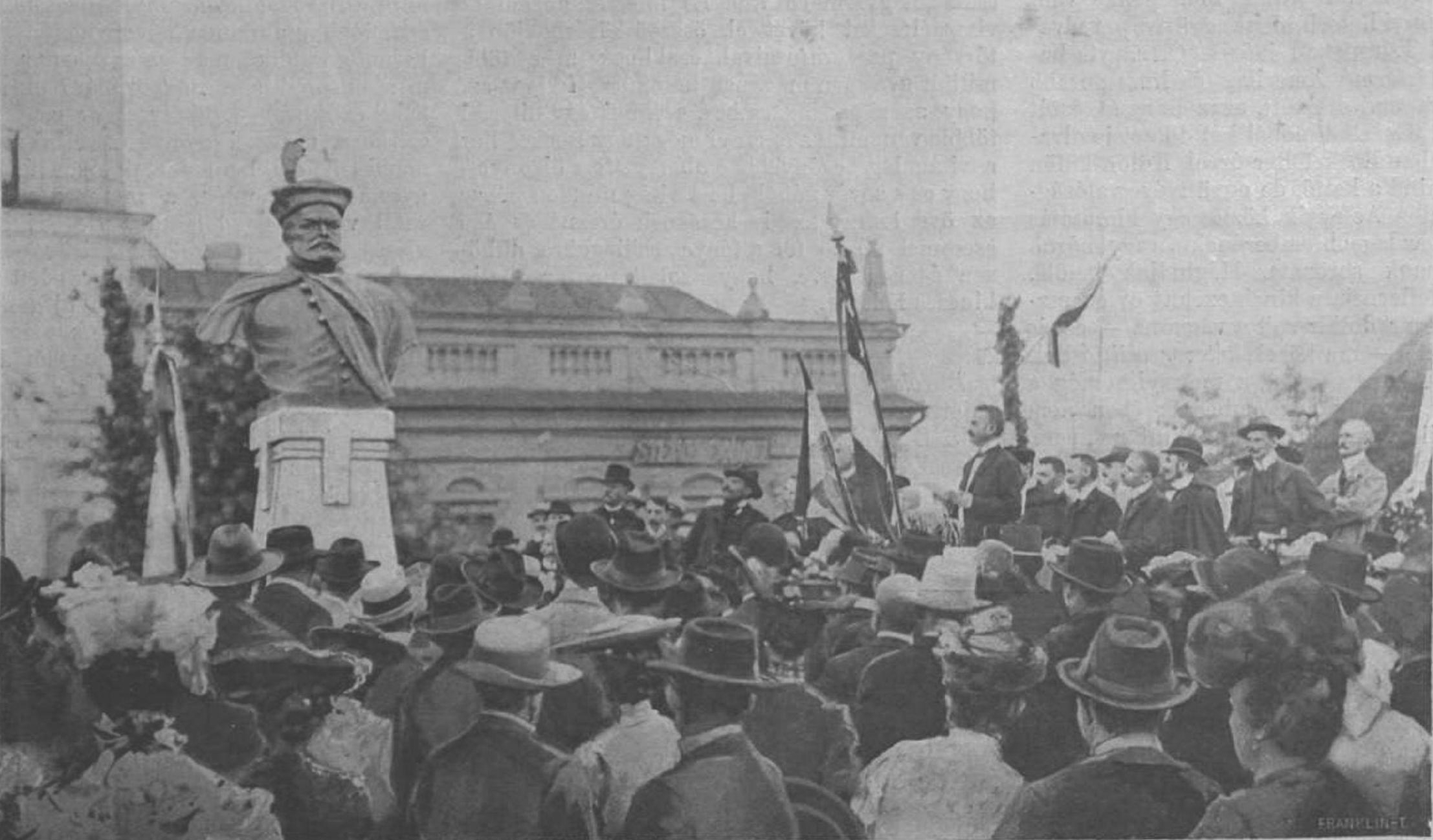
Bocskai szobrának avatója 1906-ban

## Testvértelepülések
- Mouscron, Belgium, (1993)
- Aszód, Magyarország, (1994)
- Simontornya, Magyarország, (1998)
- Örkény, Magyarország
- Szerencs, Magyarország, (2005)
- Mór, Magyarország, (2009)
- Hajdúdorog, Magyarország, (2011)
- Zalaegerszeg Magyarország